# Юхновский уезд
Ю́хновский уе́зд — административная единица в составе Смоленского наместничества, Смоленской и Калужской губерний, существовавшая в 1775—1927 годах. Центр — город Юхнов.

## История

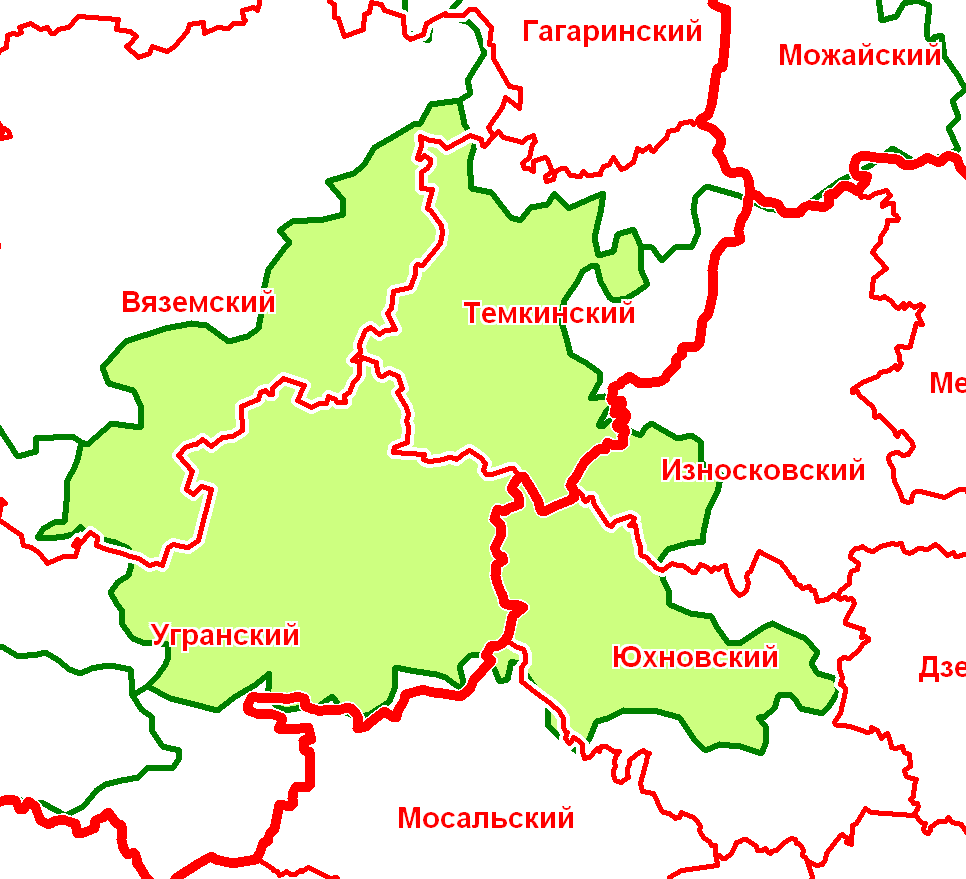
Юхновский уезд в современной сетке районов

Рупосовский уезд в составе Смоленского наместничества был образован в 1775 году в ходе административной реформы Екатерины II. Центром был назначен город Рупосово (ныне исчезнувший). В 1777 году центр уезда был перенесён в Юхнов, а сам уезд переименован в Юхновский. В 1796 году уезд стал частью Смоленской губернии. В 1922 году уезд был передан в Калужскую губернию, в составе которой и оставался до своего упразднения в 1927 году.

## Население
В 1859 году в уезде проживало 100 915 человек, в городе Юхнов — 2878.
По данным переписи 1897 года в уезде проживало 121,1 тыс. чел. В том числе русские — 98,8 %. В городе Юхнове проживало 2249 чел.

## Административное деление
В 1890 году в состав уезда входило 31 волость
| № п/п | Волость           | Волостное правление | Число селений | Население |
| ----- | ----------------- | ------------------- | ------------- | --------- |
| 1     | Аксиньинская      | д. Ваулина          | 29            | 2693      |
| 2     | Бабыновская       | с. Бабыново         | 19            | 2955      |
| 3     | Безобразовская    | с. Безобразово      | 18            | 3152      |
| 4     | Бутурлинская      | с. Бутурлино        | 19            | 4438      |
| 5     | Васильевская      | д. Соленка          | 7             | 1946      |
| 6     | Вознесенская      | с. Вознесенье       | 17            | 2679      |
| 7     | Волосто-Пятницкая | с. Волосто-Пятница  | 12            | 2675      |
| 8     | Воскресенская     | с. Воскресенск      | 23            | 2456      |
| 9     | Вешковская        | с. Вёшки            | 21            | 5339      |
| 10    | Городищенская     | с. Городище         | 20            | 4263      |
| 11    | Дубровская        | с. Дуброво          | 28            | 5507      |
| 12    | Желаньинская      | с. Желанье          | 22            | 2558      |
| 13    | Жулинская         | д. Жулино           | 22            | 2558      |
| 14    | Знаменская        | с. Знаменское       | 18            | 4598      |
| 15    | Ильи-Жаденская    | с. Хватов завод     | 35            | 3202      |
| 16    | Кикинская         | с. Кикино           | 61            | 6064      |
| 17    | Климовская        | с. Климово          | 14            | 3775      |
| 18    | Краснинская       | с. Дрожжино         | 19            | 3629      |
| 19    | Крутовская        | с. Крутое           | 28            | 2895      |
| 20    | Митьковская       | д. Митьково         | 29            | 2612      |
| 21    | Мочаловская       | с. Мочалово         | 13            | 3637      |
| 22    | Ольховская        | с. Ольхи            | 21            | 4911      |
| 23    | Подсосонская      | с. Подсосонки       | 14            | 4324      |
| 24    | Покровская        | с. Покров           | 32            | 3560      |
| 25    | Рубихинская       | с. Рубихино         | 30            | 5527      |
| 26    | Рупосовская       | с. Рупосово         | 12            | 2106      |
| 27    | Рыляковская       | д. Рыляки           | 9             | 2821      |
| 28    | Савинская         | с. Савино           | 56            | 9174      |
| 29    | Слободская        | с. Слободка         | 11            | 4038      |
| 30    | Сосницкая         | д. Батюшково        | 25            | 3467      |
| 31    | Федотковская      | с. Федотково        | 27            | 3599      |

В 1913 году в уезде было 27 волостей: упразднены Аксиньинская, Васильевская, Жулинская, Рыляковская, Савинская волости, образована Лосминская волость (с. Лосьмино).
К 1926 году волостей стало 5: Знаменская, Климовская (центр — с. Климово-Завод), Рупосовская, Темкинская, Юхновская.